# Michael Carrick
Michael Carrick (* 28. července 1981, Wallsand) je anglický fotbalový trenér a bývalý profesionální hráč, který byl dočasným trenérem Manchesteru United. Od roku 2022 je hlavním trenérem Middlesbrough FC. Carrick nejčastěji nastupoval na pozici středního záložníka.

## Klubová kariéra
Carrick zahájil svou kariéru v dresu londýnského klubu West Ham United, do jehož akademie nastoupil v roce 1997. V A-týmu debutoval v roce 1999, následně odešel na dvě půlroční hostování, a to do Swindon Townu and Birminghamu City, a v sezóně 2000/01 se stal pravidelným členem základní sestavy. V sezóně 2002/03 nezabránil sestupu West Hamu do druhé nejvyšší soutěže. V následující sezóně byl vybrán do nejlepší jedenáctky Football League First Division. V dresu Hammers odehrál přes 150 soutěžních utkání před přestupem do rivalského Tottenhamu Hotspur v roce 2004. V klubu byl jedním z klíčových hráčů v obou sezónách, které ve Spurs strávil. V roce 2006 přestoupil za 18 milionů liber do Manchesteru United.
Carrick se ihned stal pravidelným členem základní sestavy Manchesteru United, již v první sezóně odehrál přes 50 zápasů. V sezóně 2006/07 byl jedním z klíčových hráčů, kteří dovedli tým k vítězství v Premier League. V následujícím roce se stal i vítězem Ligy mistrů, když odehrál celých 120 minut finále a následně i proměnil penaltu v penaltovém rozstřelu. K roku 2021 je spolu se svým bývalým spoluhráčem Waynem Rooneym jediný Angličan, který vyhrál Premier League, FA Cup, Ligu mistrů UEFA, ligový pohár, Community Shield, Evropskou ligu UEFA a Mistrovství světa ve fotbale klubů. Vítězstvím v FA Cupu v roce 2016, zkompletoval Carrick kolekci všech velkých domácích trofejí.
Ve 34. kole Premier League 20. dubna 2013 porazil Manchester United Aston Villu 3:0, Carrick mohl v předstihu slavit se spoluhráči ligový titul (dvacátý v historii klubu). V závěru sezóny byl zařazen do Jedenáctky roku Premier League (Premier League Team of the Year) 2012/13.

## Reprezentační kariéra
Carrick debutoval v anglické reprezentaci v roce 2001. Celkově odehrál 34 reprezentačních zápasů, ve kterých se střelecky neprosadil. Je účastníkem Mistrovství světa v roce 2006 a 2010.